# Manoir de la Touche-Moreau
Pour les articles homonymes, voir Manoir de la Touche (homonymie).
Le manoir de la Touche-Moreau est un manoir situé à Sœurdres, en France.

## Localisation
Le manoir est situé dans le département français de Maine-et-Loire, sur la commune de Sœurdres.

## Historique
L'édifice est classé au titre des monuments historiques en 1928.